# Egon Michael Zweig

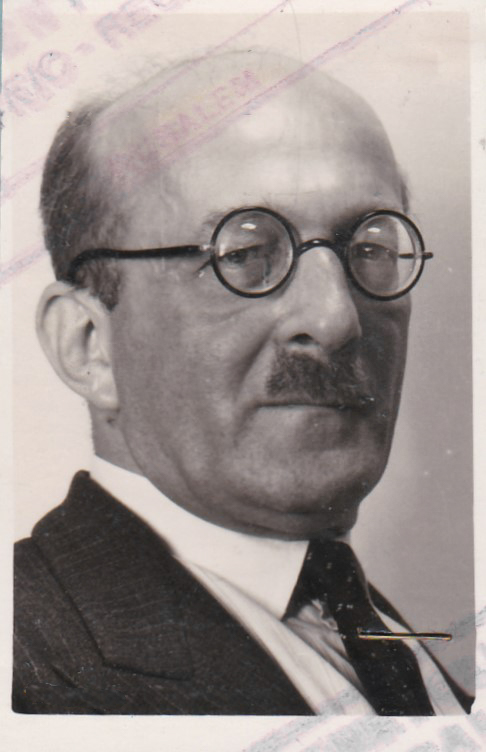
Dr. Egon Zweig. Ausweis des Palestine Police Central Traffic Registry, 13. Dezember 1938. Reproduktion.

Egon Michael Zweig (* 21. Juli 1877 in Olmütz; † 18. März 1949 in Jerusalem) war ein Wiener Rechtsanwalt und Zionist, Mitbegründer des Palästina-Amts in Wien und Mitarbeiter des Keren Kajemet Le’Israel.
Egon Michael Zweig entstammte einer prominenten jüdischen Familie aus Prossnitz in Mähren, zu deren Mitgliedern die Schriftsteller Stefan Zweig und Max Zweig sowie der Komponist Fritz Zweig gehörten. Den Stammbaum seiner Familie erstellte Egon Zweig in langjähriger Arbeit und publizierte ihn gemeinsam mit seinem Bruder Felix Zweig im Jahr 1932. Egon Zweigs Großeltern besaßen zunächst eine Barchentfabrik in Prossnitz und anschließend eine Malzfabrik in Olmütz. Egon Zweigs Vater Siegmund Zweig (1845–1910) baute das Unternehmen zu einer der führenden Malzfabriken Mährens aus. Nach dem Tod seiner ersten Frau heiratete Siegmund Zweig 1876 deren jüngere Schwester Josefine Doctor (1856–1930). Aus dieser Ehe stammten neben Egon noch die Kinder Felix (1879–1939) und Hilda (1886–1971).

## Leben und Wirken
Egon Zweig studierte in Wien Jura und arbeitete anschließend als Rechtsanwalt. Am 7. Dezember 1911 heiratete er in der Synagoge in der Neudeggergasse im 8. Wiener Bezirk Louise Engel (1962),deren Eltern aus Ungarn stammten. Aus der Ehe mit Louise stammten drei Kinder: Elieser Menachem, geb. 1913, Judith Chana, geb. 1915 und Mirjam Elisheva, geb. 1916. Nach dem Ersten Weltkrieg arbeitete Zweig für den Keren Kajemeth Le’Israel (Jüdischer Nationalfonds). Anfang der 1920er Jahre wanderte er mit seiner Familie nach Palästina aus und übersiedelte nach Jerusalem, wo er bis 1936 weiter beim Keren Kajemeth Le‘Israel arbeitete. Er starb 1949 in Jerusalem.

### Politischer Werdegang
Zweig war bereits seit seiner Schul- und Studienzeit ein glühender Zionist. 1896 war er Mitbegründer der Ferialverbindung Geullah in Olmütz. Vor dem Ersten Weltkrieg war er führend in verschiedenen zionistischen Vereinen tätig. Im November 1918 gründete er gemeinsam mit Emil Stein und Adolf Böhm das Palästina-Amt in Wien, das erste seiner Art außerhalb von Palästina. Zweig zählte zu den aktivsten zionistischen Funktionären Wiens. Von 1920 bis 1922 arbeitete er in Den Haag für den Keren Kajemet Le’Israel. Er gehörte zu den Initiatoren der Übersiedlung des Keren Kajemet Le’Israel nach Jerusalem. Zweig reiste in den 1920er und 1930er Jahren im Auftrag seines Arbeitgebers mehrmals nach Europa. Im Jahr 1925 vermittelte er einen Begünstigungsvertrag des Keren Kajemet Le‘Israel mit der Phönix-Versicherung, die bis zu deren Zusammenbruch zum Nutzen aller Beteiligter funktionierte.

## Shoah
Zweig konnte nur seine Schwester Hilda Rooz (1886–1972) und seinen Schwager Otto Engel retten, die 1939 nach Palästina reisen konnten. Sein Bruder Felix Zweig verübte in der Gestapo-Haft im März 1939 in Olmütz Selbstmord. Der Sohn seiner Schwester Hilda Rooz, der 19-jährige Herbert Rooz, flüchtete im August 1938 aus Wien nach Prag, wo er sich nach der Besetzung durch die deutsche Armee, falsche Papiere besorgte. Aufgrund dieser Papiere wurde er zur Wehrmacht eingezogen. Im Januar 1945 war er in Ostpreußen, seither gilt er als vermisst.

## Schriften
- Der Kampf um die Kultusgemeinden. In: Tulo Nussenblatt (Hrsg.), Zeitgenossen über Herzl. Brünn 1929, 253–255.
- Abschied von Herzl. In: Tulo Nussenblatt (Hrsg.), Zeitgenossen über Herzl. Heinrich Glanz Verlag: Wien 1937, S. 281–284.
- Wie das Palästina-Amt entstand. Das Wiener Palästina-Amt in den Jahren 1919 und 1920. In: Palästina-Amt Wien (Hrsg.), Neues Palästina Informationsbuch. Wien 1936, S. 7–21.
- Jona Kremenetzky. In: Megilat Ha’admah, Vol. 2., Hebräisch, Jerusalem 1951, S. 24–26.